# یوتا سنگتراش
یوتا سنگتراش یک ستاره است که در صورت فلکی سنگتراش قرار دارد.